# علم المجر

علم المجر

علم الدولة

العلم المدني

أعتمد علم المجر (معروفة أيضاً باسم هنغاريا) الحالي في 1 تشرين الأول - أكتوبر من سنة 1957 ويتكون العلم المجري من ثلاثة ألوان هي الأحمر والأبيض والأخضر مرتبة بصورة أفقية على التوالي، ومن الملاحظ أن ألوان العلم المجري مشابهة لألوان العلم الإيراني مع اختلاف بسيط وهو أن العلم الإيراني مرتب أفقياً بصورة معاكسة للعلم المجري وبنسبة أبعاد مختلفة في حجم العلم الإيراني عن العلم المجري، ويعد علم المجر واحداً من إحدى عشرةٍ فقط من أعلام دول العالم تستخدم فقط مزيجاً من ألوان الأحمر والأخضر والأبيض، والأخرى هي علم بيلاروسيا وعلم بلغاريا وعلم إيطاليا وعلم ويلز وعلم إيران وعلم المالديف وعلم سلطنة عمان وعلم بوروندي وعلم مدغشقر وعلم الجزائر.

## التاريخ
المجر هي واحدة من أقدم الدول في أوروبا، تنحدر أصول سكانها من وسط وشمال ما يسمى الآن روسيا. تأسست المجر في عام 895 من قبل المجريين الأوائل القادمين من شمال آسيا، وذلك قبل تقسيم فرنسا وألمانيا أو توحيد الممالك الأنجلوساكسونية. في البداية كانت إمارة المجر النامية دولة تتألف من شعب أفراده شبه رحل. ومع ذلك أنجزت المجر تحولاً هائلاً، وتحولت المجر من دولة وثنية إلى دولة مسيحية بحلول القرن العاشر الميلادي وكانت الدولة تعمل بشكل جيد، ولها قوة عسكرية في البلاد تسمح للمجريين بإجراء الغارات والحملات العسكرية على مختلف مناطق أوروبا من القسطنطينية عاصمة الإمبراطورية البيزنطية إلى مناطق بعيدة كإسبانيا وفي وقت لاحق هزمت المجر في معركة ليخفيلد سنة 955 وقد وضعت المعركة حداً لمعظم الحملات المجرية التي كانت تشن على الأراضي الأجنبية.
سلالة أرباد هي السلالة الحاكمة لاتحاد الشعوب المجرية في القرنين التاسع والعاشر الميلاديين، ومملكة المجر. وسميت السلالة باسم «أرباد» نسبة إلى الأمير الذي تولى منصبه كأول رئيس لاتحاد الشعوب المجرية عندما قام المجريون القادمون من موطنهم الأصلي بغرب سيبيريا باحتلال حوض الكاربات عام 895. وقد حاول الأمير المجري غيزة دمج المجر مع الدول المسيحية في أوروبا الغربية وأصبح إشتفان الأول أول ملك للمجر بعد عراك طويل مع عمه كوباني، وتحولت المجر إلى مملكة كاثوليكية رسولية.

### العلم الحالي
نشأت الأمة المجرية من حركة التحرر الوطني من قبل عام 1848، والتي بلغت ذروتها في الثورة المجرية فإن الثورة ليست فقط في المعارضة ضد النظام الملكي ولكن أيضاً للملكية الهابسبورغية فضلاً عن تشكيل جمهورية مستقلة، ووفقاً لذلك فإن العلم المجري يضم عنصر الألوان الثلاثة الذي يستند على علم فرنسا انعكاساً لأفكار الثورة الفرنسية، في حين الأحمر والأبيض والأخضر هي الألوان المستمدة من شعار النبالة المجري التاريخي، الذي ظل أساساً في نفس الشكل منذ منتصف القرن الخامس عشر مع استثناء بعض الاختلافات الطفيفة وتم تنظيمه من الأسلحة التي ظهرت للمرة الأولى في وقت متأخر خلال القرن الثاني عشر وأوائل القرن الثالث عشر كما أحضان سلالة أرباد، السلالة المتأسسة في البلاد.
الشرائط أفقية بدلاً من العمودية لمنع الالتباس مع علم إيطاليا والذي أيضاً قد صمم بعد علم فرنسا، ووفقاً لبيانات أخرى فإن النموذج الأخير للتريكولور المجري قد استخدم بالفعل من عام 1608 عند تتويج ماتياس الثاني ملك المجر.
فولكلور الفترة الرومانسية ينسب الألوان إلى الفضائل: الأحمر للقوة والأبيض للإخلاص والأخضر للأمل وبدلاً من ذلك، فالأحمر للدماء التي سالت من أجل الوطن، والأبيض من أجل الحرية، والأخضر للسهوب وثروة المحاصيل الزراعية، دخل الدستور المجري الجديد حيز التنفيذ في 1 يناير 2012 جاعلاً لاحقة تفسير ذكر المسؤول الأول (في الترجمة شبه الرسمية: القوة "Erő"، الإخلاص "Hűség"، والأمل "Remény").

## معنى ألوان العلم المجري
- الأحمر: يرمز إلى السُّلْطَة، وهناك رأي آخر يقول إن اللون الأحمر يرمز إلى دماء الوطنيين المجريين الذين ضحوا من أجل بلادهم في سبيل نيل الاستقلال.
- الأبيض: يرمز إلى الإخلاص والوفاء.
- الأخضر: يرمز إلى الأمل والسهوب وثروة المحاصيل الزراعية للبلد الأوروبي.

## أعلام سابقة

العلم الحربي أثناء الاحتلال المغولي ما بين عامي 1241 - 1286.
علم مملكة المجر ما بين عامي 1382 - 1867.
علم مملكة المجر ما بين عامي 1867 - 1918.
علم الإمبراطورية النمساوية المجرية ما بين عامي 1869 - 1918.
علم المجر ما بين عامي 1918 - 1919.
علم الجمهورية المجرية السوفييتية ما بين 21 آذار إلى 6 آب من عام 1919.
علم المجر ما بين عامي 1919 - 1945.
علم المجر ما بين 2 شباط من سنة 1946 إلى 20 آب من سنة 1949 وما بين عامي 1956 - 1957.
علم المجر ما بين عامي 1949 - 1956.
علم الثورة المجرية في عام 1956.

## أعلام مشابهة

علم إيران
علم كردستان العراق
علم طاجيكستان
علم أرض الصومال

## وصف شعار النبالة
يوجد داخل الدرع الأحمر صليب أبيض مزدوج في الوسط على ثلاث مرتفعات أوروبية خضراء وهي (التاترا - الماترا - الفاترا)، وباقي الدرع يحمل 8 خطوطاً حمراء وبيضاء وفوق الدرع يوجد تاج المجر المقدس.
يعتبر شعار المجر بالإضافة إلى شعار سلوفاكيا الحدودية الشعاران الوحيدان في أوروبا بصورة صليب بطريركي فيهما رمزاً للإمبراطورية البيزنطية.

شعار المجر.
شعار سلوفاكيا.